# ایسکوش
ایسکوش (انگلیسی: Iskush) یک شهرک در شهرستان دیورتیورلینسکی در استان باشقیرستان کشور روسیه است.